# Diapaga
Diapaga är en provinshuvudstad i Burkina Faso.   Den ligger i provinsen Province de la Tapoa och regionen Est, i den östra delen av landet, 400 km öster om huvudstaden Ouagadougou. Diapaga ligger 273 meter över havet och antalet invånare är 26 013.
Terrängen runt Diapaga är platt. Det finns inga andra samhällen i närheten.
Omgivningarna runt Diapaga är en mosaik av jordbruksmark och naturlig växtlighet. Runt Diapaga är det mycket glesbefolkat, med 7 invånare per kvadratkilometer.